# ビッグ・ショーのファミリー・ショー
『ビッグ・ショーのファミリー・ショー』（原題: The Big Show Show、ザ・ビッグ・ショー・ショー）は、2020年に配信されたアメリカ合衆国のコメディドラマシリーズ。WWEレスラーのビッグ・ショーと架空の家族の生活を描くシチュエーション・コメディ。企画・制作をジョシュ・バイセル、ジェイソン・バーガーが務め、本人役としてビッグ・ショーが出演した。2020年4月6日にNetflixオリジナル作品として全世界へ配信された。

## あらすじ
引退したWWEレスラーのビッグ・ショーは、フロリダで妻のキャッシーと2人の娘を育てている。そこに昔付き合っていた女性との間にできた娘のローラがやってくる。

## キャスト
括弧内は日本語吹き替え版声優。

### メイン
ビッグ・ショー / ポール・ワイト
演 - ビッグ・ショー(本人)（木村雅史）
キャッシー・ワイト
演 - アリソン・マン（小島幸子）
ローラ・ワイト
演 - レイリン・キャスター（原優子）
マンディ・ワイト
演 - リリー・ブルックス・オブライアント（寺田晴名）
JJ・ワイト
演 - ジュリエット・ドネンフェルド（久野美咲）

### リカーリング
テレンス・"テリー"・マリックIII
演 - ジェイリール・ホワイト（小川剛生）
フェナー コーチ
演 - ベン・ジロー（駒谷昌男）
レジー
演 - ジェイミー・モイアー（青木和代）
ベネット
演 - アシフ・アリ（中村達也）
テイラー・スウィフト
演 - ダラス・デュプリー・ヤング（城内由茄子）
モニカB
演 - テッサ・エスピノーラ（前迫有里紗）
ケネディ
演 - ジョリー・ホアン・ラパポート（呉松亜美）
オリビア
演 - エマ・ルーウェン（鈴木絵理）

## エピソード
| 通算 話数 | タイトル                                       | 監督                  | 脚本                                       | 公開日        |
| --------- | ---------------------------------------------- | --------------------- | ------------------------------------------ | ------------- |
| 1         | "ビッグなファミリーへようこそ" "Prototype"     | フィル・ルイス        | Josh Bycel Jason Berger                    | 2020年4月6日  |
| 2         | "ビッグが仕置人!?" "The Big Punisher"          | フィル・ルイス        | Danielle Uhlarik                           | 2020年4月6日  |
| 3         | "頭脳もビッグ" "The Big Brain"                 | Bob Koherr            | Josh Bycel Jason Berger                    | 2020年4月6日  |
| 4         | "ビッグなシンクホール" "The Big Sinkhole"      | フィル・ルイス        | Joanna Quraishi                            | 2020年4月6日  |
| 5         | "ビッグなぶっ飛びプロセス" "The Big Process"   | Bob Koherr            | Brian D. Bradley                           | 2020年4月6日  |
| 6         | "ワイルドでビッグなパーティー" "The Big Party" | Kelly Park            | Paul O'Toole Andy St. Clair                | 2020年4月6日  |
| 7         | "ビッグ・サプライズ" "The Big Surprise"        | Leonard R. Garner Jr. | Danielle Uhlarik                           | 2020年4月6日  |
| 8         | "ビッグで大事な決断" "The Big Decision"        | Eric Dean Seaton      | Brian D. Bradley                           | 2020年4月6日  |
| 9         | "The Big Games"                                | Melissa Joan Hart     | Rebecca Delgado Smith Jessica Elaina Eason | 2020年8月10日 |
| 10        | "ビッグなクリスマス" "The Big Christmas"       | Jody Margolin Hahn    | Jen McCartney                              | 2020年12月9日 |

## 製作
本作はWWEスタジオが制作し、Netflixから放送されている。ジョシュ・バイセルとジェイソン・バーガーがエグゼクティブ・プロデューサー兼ショーランナーを務め、スーザン・レビソンとリチャード・ローウェルがWWEスタジオのエグゼクティブ・プロデューサーを務めている。